# میر شمس‌الدین ادیب‌سلطانی
میرشمس‌الدّین ادیب‌سلطانی (۲۱ اردیبهشت ۱۳۱۰ – ۲۰ مهر ۱۴۰۲) پزشک، مترجم، نویسنده و فلسفه‌پژوه ایرانی بود. او مترجم منطق ارسطو، سنجش خرد ناب کانت، رسالهٔ منطقی-فلسفی ویتگنشتاین و همچنین برخی از آثار دیگر به زبان فارسی بود.

## زندگی
میرشمس‌الدّین ادیب‌سلطانی، چهارمین فرزند زین‌العابدین ادیب‌سلطانی و بتول آغا، در خانواده‌ای شناخته‌شده و اهل ادب و شعر، در سال ۱۳۱۰ و در محلّهٔ قلمستان تهران زاده شد. در دانشنامهٔ دانش‌گستر آمده است که او در بروجرد چشم به جهان گشود. پدر و مادرش از سر علاقه به خواجه شمس‌الدین حافظ شیرازی، نام «میرشمس‌الدین» را بر او نهادند. به‌واسطهٔ شغل پدر، کودکی او تا پیش از ورود به مدرسه در بروجرد، سنندج و زنجان گذشت. زبان فرانسوی را در کودکی، با کتاب دست‌دوّمی به نام فرانسه بدون معلّم آموخت و زبان انگلیسی را از رادیو بی‌بی‌سی فرا گرفت. او در سال ۱۳۲۲ به دبیرستان رفت و در همین ایّام نیز به سازمان جوانان حزب تودهٔ ایران پیوست. به‌گفتهٔ برادرش، او در این زمان کتاب‌های لنین و استالین را می‌خواند که از شوروی به ایران می‌آمد و این کشور را می‌ستود. به‌علاوه کتاب‌های مارکس و انگلس را نیز می‌خواند.
او، پس از اتمام شش سال متوسّطه، در سال ۱۳۲۸ وارد دانشکدهٔ طبِّ دانشگاه تهران شد و دکترای پزشکی خود را از دانشکدهٔ پزشکی دانشگاه تهران دریافت کرد. در روز هشت آبان ۱۳۳۰ بعضی از دانشجویان در جلسهٔ هفتگی شورای دانشگاه، ازجمله میرشمس‌الدین ادیب‌سلطانی، با مسدود کردن راه‌های ارتباطی به این جلسه اعلام کردند که، تا زمانی که اعضا خواسته‌های دانشجویان را به رسمیت نشناسد، اجازهٔ هیچ خروجی به آن‌ها نمی‌دهند. پس از این واقعه بعضی از دانشجویان توده‌ای گروگان‌گیر از دانشگاه اخراج شدند، امّا اخراج شامل حال میرشمس‌الدین نشد. در سال ۱۳۳۰ به شکل ناگهانی به هند رفت. مدّتی بعد برای ادامهٔ تحصیل در زمینهٔ روان‌پزشکیِ بالینی و تحقیقات بیوشیمی به شهر وین رفت و، بعد از گذران چند دورهٔ تحصیلی در آن‌جا، دستیار پروفسور هافمن، یکی از سرشناس‌ترین روان‌پزشکان آن ایّام، شد. او در سال ۱۳۴۰ برای دیدار خانواده به ایران بازگشت، امّا پس از آن دیگر به دانشگاه وین نرفت؛ بنابراین تحصیلاتِ روان‌پزشکی‌اش را نیمه‌کاره رها کرد و به لندن ره‌سپار شد. پس از مدتی زندگی فرهنگی در لندن به تهران برگشت. اینبار او از حزب توده فاصله گرفته است. در تهران میرشمس‌الدین به تدریس زبان انگلیسی در بریتیش کانسل روی آورد. به‌خلاف روش مشخص تدریس در این مؤسسه، میرشمس‌الدین بر اساس روش خاص خود تدریس می‌کرد و حتی گاهی غلط‌هایی از کتاب‌های درسیِ انگلیسی وارداتی می‌گرفت که به مذاق مدیران مؤسسه خوش نمی‌آمد. در سال ۱۳۴۶ به‌پیشنهاد کریم امامی، سرویراستار کتاب‌های غیرِدرسی در مؤسسهٔ انتشارات فرانکلین تهران می‌شود. در این دوران کم‌کم پرسش از چگونگی جایگزینی اصطلاحات مناسب به زبان فارسی در ذهن او شکل می‌گیرد؛ پرسشی که تا پایان عمر همراهِ او بود. با کار بر روی واژگان، توجه او به خط و شیوهٔ نگارش فارسی جلب شد. دو اثر درآمدی بر چگونگی‌یِ شیوهٔ خطِّ فارسی و راهنمای آماده ساختن کتاب حاصل این دوران هستند. در سال ۱۳۵۶ از انتشارات فرانکلین بیرون می‌آید و به ترجمهٔ آثار ادبی و فلسفی می‌پردازد.
بااین‌همه، اطّلاعات اندکی از زندگی و احوال او موجود است. وی به زبان‌های انگلیسی، آلمانی، فرانسوی، یونانی باستان، عربی، ایتالیایی، روسی، عبری، ارمنی، لاتین، پارتی، اوستایی، پارسی میانه و پارسی باستان تسلّط داشت.
برادر بزرگش، میرمهدی، معمار، دیگر برادرش، شریف، از اقتصاددانان نامدار و یگانه خواهرش، ممتاز، پزشک داروساز بود. از مادر میرشمس‌الدین، بتول‌آغا، دو دیوان شعر چاپ شده است.
وی در ۲۰ مهر ۱۴۰۲ در تهران درگذشت. پیکر او در ۲۴ مهر در دانشکدهٔ ادبیات و علوم انسانی دانشگاه تهران تشییع و در قطعه نام‌آوران بهشت زهرا دفن شد.

## آثار
ادیب‌سلطانی آثار ترجمه‌کرده‌اش را مستقیماً از زبان مبدأ به فارسی برگردانده است. روشِ او را در ترجمه و نوشتار، نمی‌توان کاملاً سره‌نویسی نامید، زیرا وام‌واژه‌های بسیاری در آثارش یافت می‌شود. یکی از رویکردهای او در ترجمه و معادل‌سازی برایِ واژگان، روش شکستنِ واژه‌های زبان‌های اروپایی از نظرِ تک‌واژشناسی و چسباندن برابرهای آن تک‌واژها در زبانِ فارسی نو و میانه و باستانی به یکدیگر است. بااین‌حال، آثار او در میان مردم و خوانندگان، به استفادهٔ گسترده از واژگان فارسی مشهور است. ادیب‌سلطانی باور دارد که برای برزیستن زبان پارسی در جهان دانش و فنّاوری، چاره‌ای جز بهره بردن از همهٔ توان زبان فارسی و هم‌خانواده‌هایش (مانند اوستایی) و نیاکانش (پارسی باستانی و پارسی میانه) نیست. این‌گونه روش ترجمه از جانب برخی تشویق و از جانب برخی دیگر نیز نقد شده است. منتقدان ترجمه‌های او از آثار فلسفی باور دارند که ادیب‌سلطانی در ترجمهٔ این آثار نثری دشوارفهم به کار برده و به «زبان‌سازی یا اختراع زبانی» دست یازیده است. این منتقدان ترجمه‌های او از آثاری را که نام برده‌اند، «وفادار به متن ولی غیرقابل‌فهم» خوانده‌اند. شایان جوادی این روش را زنده‌کردن شیوه اصلی واژه‌سازی فارسی نامیده.

### تألیف‌ها
- The Question of the Left and Its Future: Notes of an Outlooker. Hermes Publishers, Tehran, 2010. شابک ‎۹۷۸۹۶۴۳۶۳۶۴۰۱
- Topics in Decision Problem. Amir Kabir Publishers, Tehran, 2013. شابک ‎۹۷۸−۹۶۴−۰۰−۱۴۹۵−۰

- پژوهشی در پیرامون مسئلهٔ تصمیم در منطق: طرح چند خوارزمیک تحلیلی-معنایی. تهران: انتشارات امیرکبیر، ۱۳۷۳. شابک ‎۹۶۴−۰۰−۰۰۶۸-x
- درآمدی بر چگونگی‌یِ شیوهٔ خطِّ فارسی. تهران: انتشارات امیرکبیر: ۱۳۵۴؛ ویراست دوّم: ۱۳۷۱؛ ویراست سوّم: ۱۳۷۸.
- راهنمای آماده ساختن کتاب: برای مؤلّفان، مترجمان، ویراستاران، کتابداران، ناشران، چاپخانه‌ها و دوستداران کتاب. تهران: ۱۳۶۵؛ ویراست دوّم: ۱۳۷۴؛ ویراست سوّم: ۱۳۸۱.
- رسالهٔ وین: بازنمود و سنجش مکتب فلسفی تحصل‌گروی منطقی یا آروین‌گروی منطقی حلقهٔ وین. تهران: وزارت فرهنگ و آموزش عالی، بنیاد فرهنگ و هنر ایران، مرکز ایرانی مطالعهٔ فرهنگ‌ها، ۱۳۵۹.

### ترجمه‌ها
- ارسطو، منطق ارسطو (ارگانون)، تهران: انتشارات نگاه، ۱۳۷۸؛ ویراست دوّم: ۱۳۹۰.
- لودویگ ویتگنشتاین، ویراست دو زبانهٔ رسالهٔ منطقی-فلسفی، تهران: انتشارات امیرکبیر، ۱۳۸۹
- برتراند راسل، جُستارهای فلسفی، تهران: انتشارات امیرکبیر: ۱۳۶۳؛ ویراست دوّم: ۱۳۸۷.
- ویلیام شکسپیر، ویراستهٔ هرولد جنکینز، سوگ‌نمایش هملت شاهپور دانمارک، تهران: انتشارات نگاه، ۱۳۸۵.
- ایمانوئل کانت، سنجش خرد ناب، تهران: انتشارات امیرکبیر، ۱۳۶۲؛ ویراست دوّم: ۱۳۸۳.
- داوید هیلبرت و ویلهلم آکرمان، بنیادهای منطق نگریک، تهران: انتشارات امیرکبیر، ۱۳۸۰.
- ویلیام شکسپیر، سوگنمایش شاه ریچارد سوم، تهران: انتشارات امیرکبیر، ۱۳۷۹.
- ویلیام شکسپیر، بودن یا نبودن: تک‌گفتار هملت در سوگنامهٔ هملت شاهپور دانمارک سرودهٔ ویلیام شیکسپیر. تهران: نشر نی، ۱۳۷۵.
- لودویگ ویتگنشتاین، رسالهٔ منطقی-فلسفی، تهران: انتشارات امیرکبیر، ۱۳۷۱.